# Notophthalmus meridionalis
Notophthalmus meridionalis är en groddjursart som först beskrevs av Cope 1880.  Notophthalmus meridionalis ingår i släktet Notophthalmus och familjen vattensalamandrar. IUCN kategoriserar arten globalt som starkt hotad.

## Underarter
Arten delas in i följande underarter:
- N. m. meridionalis
- N. m. kallerti